# Enon (Ohio)
Enon é uma vila localizada no estado norte-americano de Ohio, no Condado de Clark.

## Demografia
Segundo o censo norte-americano de 2000, a sua população era de 2638 habitantes.
Em 2006, foi estimada uma população de 2593, um decréscimo de 45 (-1.7%).

## Geografia
De acordo com o United States Census Bureau tem uma área de
3,4 km², dos quais 3,4 km² cobertos por terra e 0,0 km² cobertos por água.

## Localidades na vizinhança
O diagrama seguinte representa as localidades num raio de 8 km ao redor de Enon.